# Anne Bourg
Anne Bourg (* 27. April 1987) ist eine luxemburgische Fußballspielerin.

## Karriere

### Vereine
Bourg gehörte in der Saison 2015/16 dem FC Minerva Lintgen in der Dames Ligue 1, der höchsten Spielklasse im luxemburgischen Frauenfußball, an. Anschließend spielte sie erstmals im Ausland Fußball. Von 2016 bis 2018 war sie Spielerin des FC Bitburg, für den sie 15 Punktspiele in der drittklassigen Regionalliga Südwest bestritt, sowie zwei Punktspiele für deren zweite Mannschaft in der Rheinlandliga, in der ihr ein Tor gelang.
Nach Luxemburg zurückgekehrt, gehörte sie von 2018 bis 2020 dem Erstligisten FC Mamer 32 an. Seit der Saison 2020/21 spielt sie für den Ligakonkurrenten FC Jeunesse Junglinster.

### Nationalmannschaft
Bourg’s A-Länderspieldebüt am 28. November 2012, bei der 0:6-Niederlage im Freundschaftsspiel gegen die Nationalmannschaft Färöers in Niederkorn dauerte 45 Minuten der ersten Spielhälfte. Bis zum 11. April 2017 bestritt sie weitere zehn Freundschaftsländerspiele, sechs WM- (jeweils drei im April 2013 und 2017) und drei EM-Qualifikationsspiele der 1. Qualifikationsrunde, Gruppe 1.